# Miombo

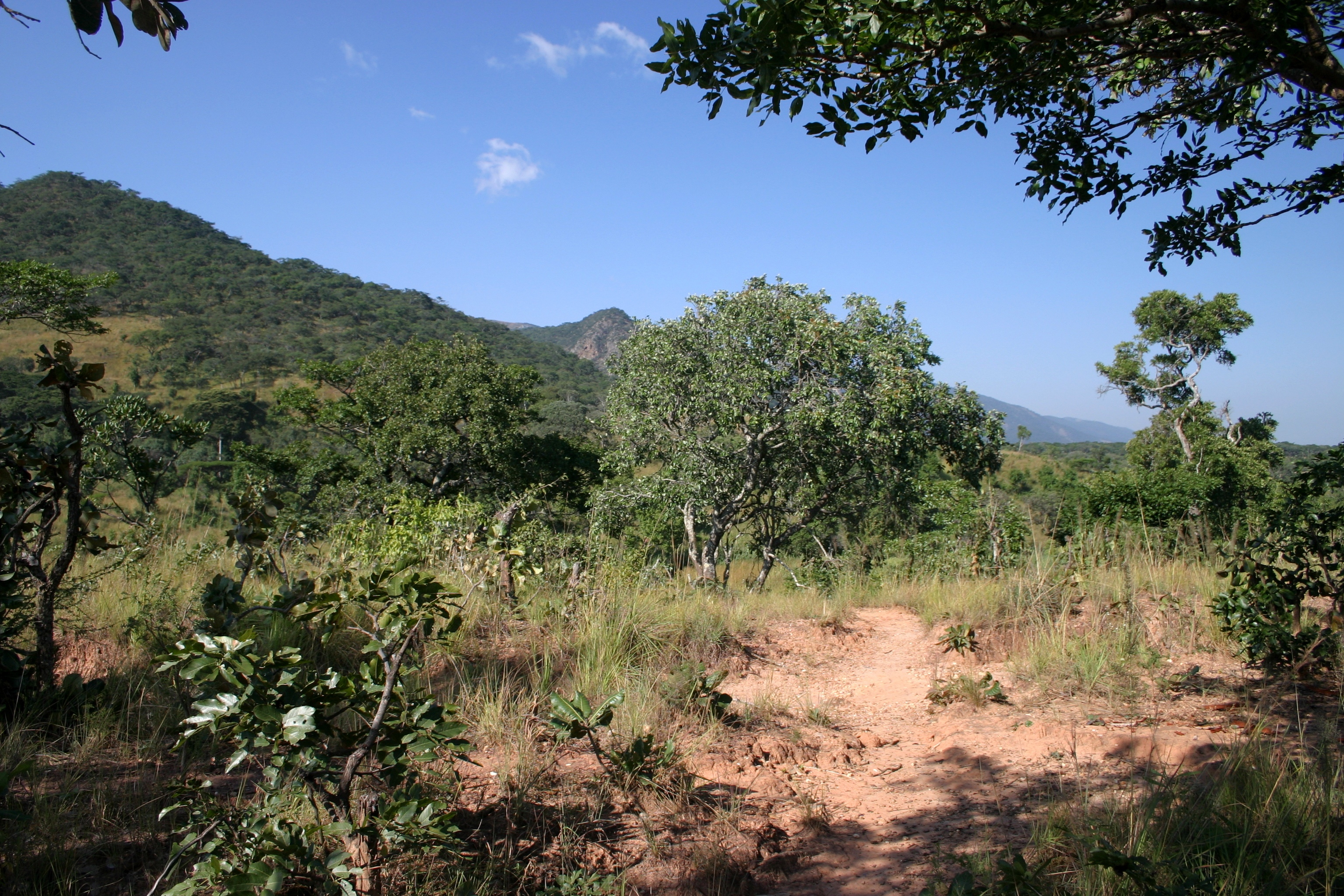
Miombowald im Norden des Nyika-Plateaus in Malawi

Miombo ist ein weitständiger Waldsavannentyp (Trockenwald) mit geringem Unterholz im südlichen Zentralafrika, wobei der Begriff auch über diese Grenzen hinaus Verwendung findet. Der Begriff Miombo stammt von den mancherorts dominierenden Gehölzarten Brachystegia boehmii und Brachystegia longifolia, die in einigen regionalen Sprachen Muombo (Plural: Miombo) genannt werden.

## Verbreitungsgebiet
Miombo trifft man in den Ländern Simbabwe, Sambia, Mosambik, Angola, Tansania, Malawi und Botswana an. Mit rund 5 Millionen Quadratkilometern im gesamten Afrika bildet der Miombowald das größte Trockenwaldgebiet der Erde.

## Charakteristik
Der Miombo ist gekennzeichnet durch die drei typischen Pflanzengattungen Brachystegia mit 21 Arten, Isoberlinia mit 3 Arten und Julbernardia mit 2 Arten. Sie besitzen gefiederte Blätter und eine charakteristische Schirmform. Die Bäume bilden einen lockeren Wald, dessen Boden nur spärlich von Gräsern und Sträuchern bedeckt ist. Miombo entwickelt sich vor allem auf nährstoffarmen, sauren und geologisch-pedologisch alten Böden (Ultisole, Alfisole, Oxisole, Vertisole, Entisole). Die Niederschlagsabhängigkeit ist relativ gering: Miombowald kann sich in Trockensavannen bei etwa 650 bis 1000 mm jährlichem Niederschlag halten, aber auch in Feuchtsavannen mit bis zu 1500 mm Regen. Die Regen in dieser Region fallen jedoch nicht über das Jahr verteilt; es gibt eine ausgeprägte Trockenzeit in den Monaten Mai bis November. Aufgrund der Trockenheit sind die Pflanzen zeitweise einem extremen Stress ausgesetzt, der durch Kaltlufteinbrüche mit Frösten verstärkt werden kann.

## Menschlicher Einfluss
Nicht selten kommt es in der Trockenzeit zu Bränden. Zwar werden einige Feuer durch Blitze verursacht, die eigentliche treibende Kraft ist jedoch der Mensch. Rodungen von Miombowald sind bis vor etwa 3000 Jahren zurückzuverfolgen, so dass sich inzwischen ein gleichermaßen natürliches Stadium im Miombo eingependelt hat. Heute braucht der offene Miombowald sogar die häufigen Brände. Sie zerstören immer wieder einen Teil der Bäume, wodurch sich auch andere Pflanzen wie Gräser und Büsche im Miombo entfalten können.

### Zunehmender Raubbau durch Tabak
Der Film Rauchopfer von Peter Heller sowie die Kampagne „Rauchzeichen!“ und die erste wirtschaftsethisch und umweltökonomisch motivierten Studie der Weltgesundheitsorganisation (2017) zu den humanökologischen Gesamtwirkungen von Tabakrauchen unter Mitwirkung des deutschen Geographen Helmut Geist dokumentieren die Folgen des Tabakanbaus in der Miombowaldzone Afrikas. So wird der Miombo-Trockenwald in Tansania in übermäßiger Weise gerodet, um Tabak zu pflanzen und um Holz zu gewinnen, um grüne Tabakpflanzen aufzutrocknen (curing). Die dafür verwendeten Öfen werden ineffizient befeuert: aus einer frühen Phase des Tabakanbaus in der Tabora-Region wird berichtet, dass zum Trocknen einer Tonne Tabak durchschnittlich 150 Tonnen Holz verbraucht wurden. Zeitgenössische Satellitenbilder aus Malawi bezeugen, dass von den 1970er Jahren bis zum Jahr 1991 rund 44 Prozent des Baumbestandes in der malawischen Region Namwera zerstört wurde. Allein die Virginia-Tabakbauern, die nur drei Prozent aller Landwirte in Malawi ausmachen, sind für 80 Prozent der gesamten Kahlschläge verantwortlich.